# 上杉長員
上杉 長員（うえすぎ ながかず）は、安土桃山時代から江戸時代前期にかけての高家旗本。上条 長員（じょうじょう ながかず）とも。

## 略歴
天正10年（1582年）、畠山義春の次男として誕生した。父の義春は上杉謙信の養子となり、一時上条上杉家を継いだため上条・上杉と称するようになった。関ヶ原の戦いでも上杉姓を名乗ったまま、東軍（小山軍議）に参加している。大坂夏の陣が終わったのちに、義春は畠山姓に復したが、長員は母が上杉景勝の姉妹でもあり、特に上杉家に大恩もあったことから、そのまま上条（上杉）姓を称した。その後、上杉姓を名乗ることを許され、徳川政権で江戸幕府高家となり、高家上杉家を興した。
父の実家である能登畠山氏は清和源氏足利氏支流であったが、上杉家の本姓は藤原氏であったので、長員の家系は藤原朝臣を名乗り「上条の五三桐」を定紋とした。慶長6年（1601年）11月に初めて徳川家康に謁見した。家康から下総国印旛郡・千葉郡、常陸国河内郡・信太郡に都合1490石の所領を与えられ、幕府旗本に列した。
慶長9年（1604年）からは家康の命令により徳川秀忠に付属された。
豊後守護大友氏の末裔である大友義乗の娘を、正室にむかえている。
元和9年（1623年）8月24日に死去した。享年42。家督は長男の長政が継いだ。